# Dennis Cholowski
Dennis Cholowski, född 15 februari 1998, är en kanadensisk professionell ishockeyback som spelar för Seattle Kraken i NHL.
Han har tidigare spelat på NHL-nivå för Detroit Red Wings och på lägre nivåer för Grand Rapids Griffins i American Hockey League (AHL), Prince George Cougars och Portland Winterhawks i Western Hockey League (WHL) och St. Cloud State Huskies (St. Cloud State University) i National Collegiate Athletic Association (NCAA).
Cholowski draftades i första rundan i 2016 års draft av Detroit Red Wings som 20:e spelare totalt.

## Statistik
| 2013–2014  | Yale Hockey Academy     |            | 17 | 1  | 15 | 16 | 8  | 2  | 0 | 5  | 5  | 0 |
|            | Chilliwack Chiefs       | BCHL       | 1  | 0  | 0  | 0  | 0  | —  | — | —  | —  | — |
| 2014–2015  | Chilliwack Chiefs       | BCHL       | 55 | 4  | 23 | 27 | 4  | 12 | 0 | 7  | 7  | 0 |
| 2015–2016  | Chilliwack Chiefs       | BCHL       | 50 | 12 | 28 | 40 | 16 | 20 | 4 | 11 | 15 | 4 |
| 2016–2017  | St. Cloud State Huskies | NCAA       | 36 | 1  | 11 | 12 | 14 | —  | — | —  | —  | — |
|            | Grand Rapids Griffins   | AHL        | 1  | 0  | 0  | 0  | 0  | —  | — | —  | —  | — |
| 2017–2018  | Prince George Cougars   | WHL        | 37 | 13 | 26 | 39 | 14 | —  | — | —  | —  | — |
|            | Portland Winterhawks    | WHL        | 32 | 1  | 26 | 27 | 18 | 12 | 5 | 2  | 7  | 6 |
|            | Grand Rapids Griffins   | AHL        | —  | —  | —  | —  | —  | 1  | 0 | 0  | 0  | 0 |
| 2018–2019  | Detroit Red Wings       | NHL        | 1  | 1  | 0  | 1  | 2  | —  | — | —  | —  | — |
| NHL totalt | NHL totalt              | NHL totalt | 1  | 1  | 0  | 1  | 2  | —  | — | —  | —  | — |
| AHL totalt | AHL totalt              | AHL totalt | 1  | 0  | 0  | 0  | 0  | 1  | 0 | 0  | 0  | 0 |
| WHL totalt | WHL totalt              | WHL totalt | 69 | 14 | 52 | 66 | 32 | 12 | 5 | 2  | 7  | 6 |